# Txemotxar
Txemotxar (en rus: Чемочар) és un poble de l'óblast de Kírov, a Rússia, segons el cens del 2010 tenia 56. Pertany al districte (raion) de Viàtskie Poliani.